# Championnat du Suriname de football 1993
Navigation
Saison précédente Saison suivante
La saison 1993 du Championnat du Suriname de football est la soixantième édition de la Hoofdklasse, le championnat de première division au Suriname. Les dix formations de l'élite sont réunies au sein d'une poule unique où elles s'affrontent deux fois au cours de la saison. À l'issue du championnat, les deux derniers sont relégués et remplacés par les deux meilleures équipes de deuxième division.
C'est le SV Robinhood qui remporte la compétition cette saison après avoir battu en match de barrage le tenant du titre, le SV Leo Victor, les deux équipes ayant terminé à égalité de points en tête du classement final. Il s’agit du vingtième titre de champion du Suriname de l'histoire du club.

## Les clubs participants
- SV Road[1]
- PVV - Promu de Eerste Klasse
- Sportvereniging Nationaal Leger
- SV De Rest
- SV Leo Victor
- SV Remo Nickerie - Promu de Eerste Klasse
- SV Boxel
- SV Transvaal
- SV Corona Boys
- SV Robinhood

## Compétition
Le barème de points servant à établir le classement se décompose ainsi :
- Victoire : 2 points
- Match nul : 1 point
- Défaite : 0 point

### Classement
| Rang | Équipe                          | Pts | J  | G  | N | P  | Bp | Bc | Diff |
| ---- | ------------------------------- | --- | -- | -- | - | -- | -- | -- | ---- |
| 1    | SV Robinhood                    | 26  | 18 | 11 | 4 | 3  | 30 | 10 | +20  |
| 2    | SV Leo VictorT                  | 26  | 18 | 11 | 4 | 3  | 30 | 12 | +18  |
| 3    | SV Transvaal                    | 24  | 18 | 9  | 6 | 3  | 37 | 24 | +13  |
| 4    | SV Corona Boys                  | 19  | 17 | 5  | 9 | 3  | 19 | 17 | +2   |
| 5    | PVVP                            | 16  | 18 | 6  | 4 | 8  | 23 | 31 | -8   |
| 6    | SV Boxel                        | 14  | 17 | 3  | 8 | 6  | 10 | 15 | -5   |
| 7    | SV Road                         | 14  | 17 | 5  | 4 | 8  | 22 | 34 | -12  |
| 8    | Sportvereniging Nationaal Leger | 14  | 18 | 3  | 8 | 7  | 24 | 31 | -7   |
| 9    | SV Remo NickerieP               | 12  | 17 | 3  | 6 | 8  | 21 | 24 | -3   |
| 10   | SV De Rest                      | 11  | 18 | 4  | 3 | 11 | 24 | 40 | -16  |

|  | Qualification pour la Coupe des champions de la CONCACAF 1994 |
|  | Relégation en Eerste Klasse                                   |
|  | T : Tenant du titre P : Promu de Eerste Klasse                |

- Les résultats des matchs SV Boxel-SV Road et Sv Remo Nickerie-SV Corona Boys sont manquants.

### Matchs

#### Match pour le titre
|  | SV Robinhood | 4 - 3 | SV Leo Victor |  |  |
|  |              |       |               |  |  |

## Bilan de la saison
| Championnat du Suriname de football 1993 |                          |
| Champion                                 | SV Robinhood (20e titre) |
| Qualifications continentales             |                          |
| Coupe des champions de la CONCACAF 1994  | SV Leo Victor            |
| Coupe des champions de la CONCACAF 1994  | SV Robinhood             |
| Promotions et relégations                |                          |
| Promus en Hoofdklasse                    | Inter Moengotapoe        |
| Promus en Hoofdklasse                    | SV Prekash               |
| Relégués en Eerste Klasse                | SV Remo Nickerie         |
| Relégués en Eerste Klasse                | SV De Rest               |